# Xylomoia strix
Xylomoia strix là một loài bướm đêm trong họ Noctuidae.